# Globularia trichosantha
Globularia trichosantha, es una planta ornamental en la familia Plantaginaceae. Son naturales de Europa central y meridional y amplias zonas de Asia, donde crece en lugares secos y soleados de llanuras y montañas.

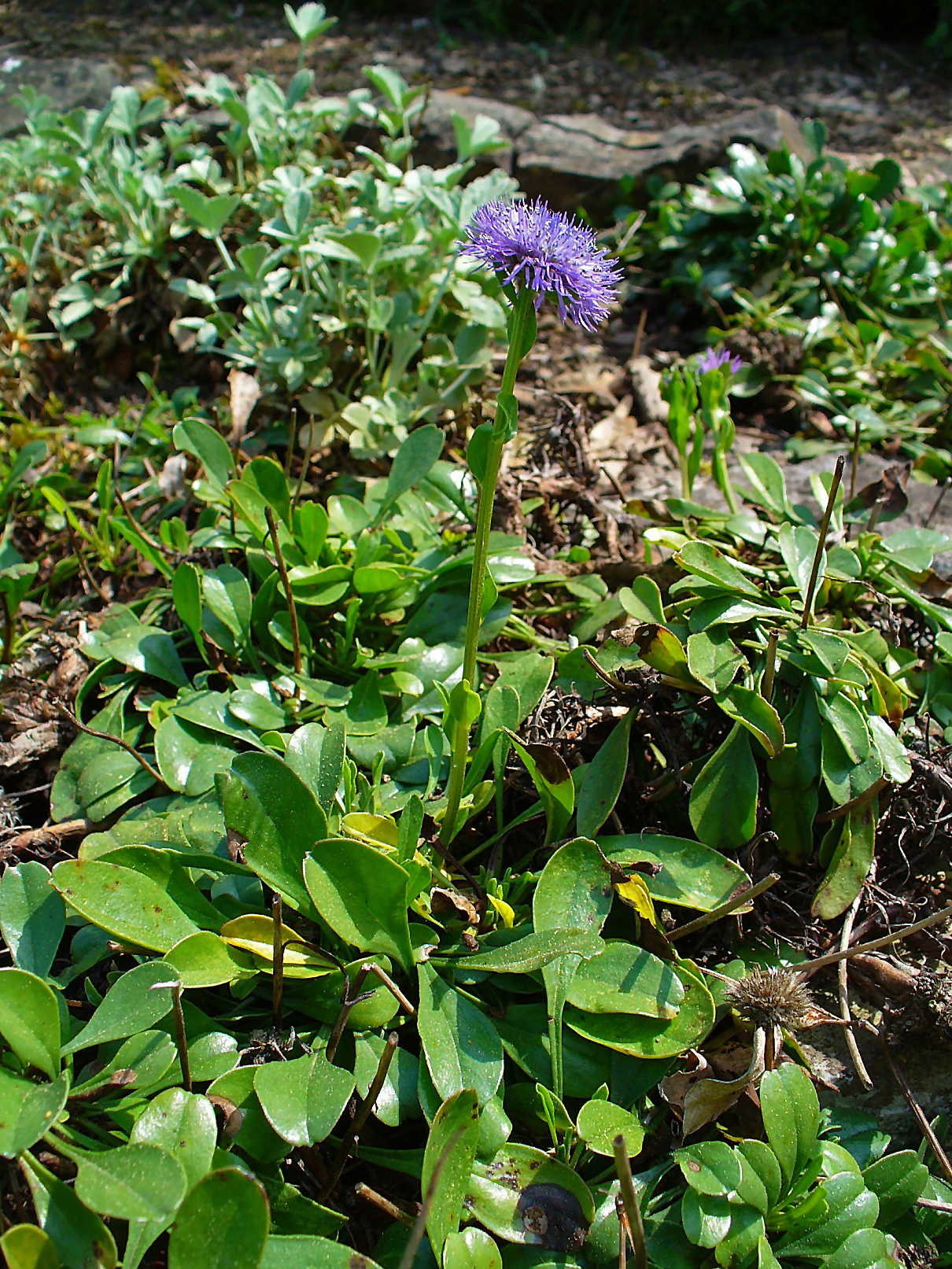
Vista de la planta

## Descripción
Es un sub arbusto perenne ramoso que alcanza 10-50 cm de altura. Las hojas están dispuestas en la base en forma de roseta, son ovales, enteras, coriáceas y de color verde grisáceo. Las flores son globulosas y solitarias de un color azul vivo. El fruto es un pequeño aquenio.

## Propiedades
- Es un purgante aunque menos enérgico que el alipo.
- También es usado como depurativo.

## Taxonomía
Globularia trichosantha fue descrita por Fisch. & C.A.Mey.   y publicado en Index Seminum (St. Petersburg) 5: 36. 1839.
Etimología
Globularia: nombre genérico del latín y, según Clusio, Rariorum aliquot stirpium, per Pannoniam, Austriam, & vicinas quasdam provincias observatarum historia (1583), nombre entre los botánicos de una planta claramente referible al género Globularia L. (Globulariáceas), a no dudar alusivo a la forma globosa de las inflorescencias –lat. globulus = glóbulo, globito, bolita; diminutivo de lat. globus; y de -aria = sufijo que indica relación, en sentido amplio.
trichosantha: epíteto latíno que significa "con tres flores"
Sinonimia
- Globularia macrantha K.Koch ex Walp.
- Globularia pallida K.Koch[4]